# أغتشة كهل (مراغة)
أغتشة كهل هي قرية في مقاطعة مراغة، إيران. عدد سكان هذه القرية هو 608 في سنة 2006.